# Bushby
Bushby är en by i civil parish Thurnby and Bushby, i distriktet Harborough, i grevskapet Leicestershire i England. Byn är belägen 6 km från Leicester. Bushby var en civil parish 1866–1935 när blev den en del av Thurnby. Civil parish hade 336 invånare år 1931.